# 国鉄クモヤ90形電車
クモヤ90形は、日本国有鉄道（国鉄）が72系電車の改造により導入した事業用電車（職用車）の1形式である。車両基地での電車の入換や工場入出場時の伴走車などに用いる牽引車として、1966年から1979年にかけて36両が改造された。また、1968年にはクモヤ90形をベースに交流電化区間で制御車として運転可能な仕様としたクモヤ91形も登場している。

## 概要
17m級牽引車クモヤ22形の後継車として、当時余剰となっていた72系モハ72形から改造された牽引車である。1966年 - 1971年の改造車はモハ63形を種車とするモハ72形から、1979年 - 1980年の改造車はモハ72形として新製されたモハ72500以降のグループから改造されている。
車体はモハ72形のものが利用され、前後に運転台が新設された。新性能電車との併結を可能とするため、KE70形ジャンパ連結器が装備された。1970年以降の改造車は、自動空気ブレーキを持つ旧性能電車との併結も可能とするためブレーキの「新旧切換装置」も搭載されている。1979年以降の改造車は車体が新製となった。

## 番台別概説

### 0番台
0番台は元モハ63形グループから改造の72系を改造した牽引車で、1966年から1969年にかけて23両が改造された。
クモヤ90015は霜取り用パンタグラフも装備しており、パンタグラフが2基搭載となっていた。同車は1972年に火災事故で被災しており、事故復旧の際に側窓が上段が大きく下段が小さい形態に変更されている。

### 800番台

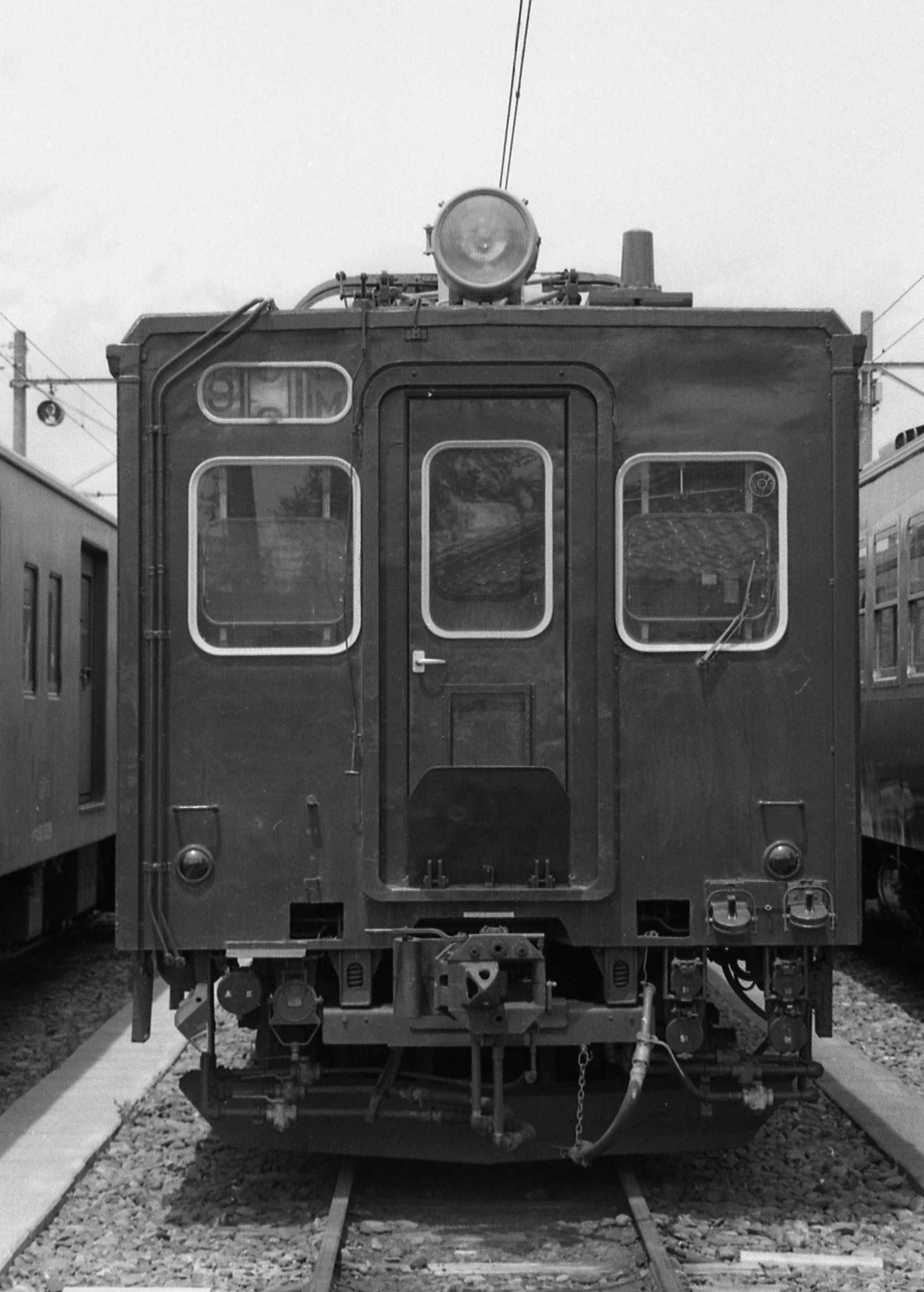
クモヤ90形800番台

800番台は中央本線の狭小トンネル対応車として低屋根構造が採用されたグループである。当初より低屋根で登場したのは1970年改造のクモヤ90801の1両のみで、802 - 805の4両は既存のクモヤ90形を1975年から1978年にかけて低屋根化改造して登場している。
1970年に改造のクモヤ90801は、屋根全体が高さ3,510 mmの低屋根構造となり、前照灯は窓下に2灯設置された。クモヤ90形0番台を低屋根化改造した802 - 805のグループは、パンタグラフ部のみが低屋根の構造となった。801は長野運転所に、802 - 805も中央本線とその周辺の三鷹電車区、松本運転所、神領電車区、長野運転所に配置された。
クモヤ90803は霜取りパンタグラフ搭載車のクモヤ90015を低屋根化改造したもので、前後両方のパンタグラフ部が低屋根となる独特の形態となった。同車は松本運転所に配置され、クモハ12001に代わり大糸線用の霜取り電車として運転された。

### 50番台
50番台はブレーキの新旧切換装置を搭載したグループで、1970年から1971年にかけて5両が改造された。外観は0番台と共通である。

### 100番台

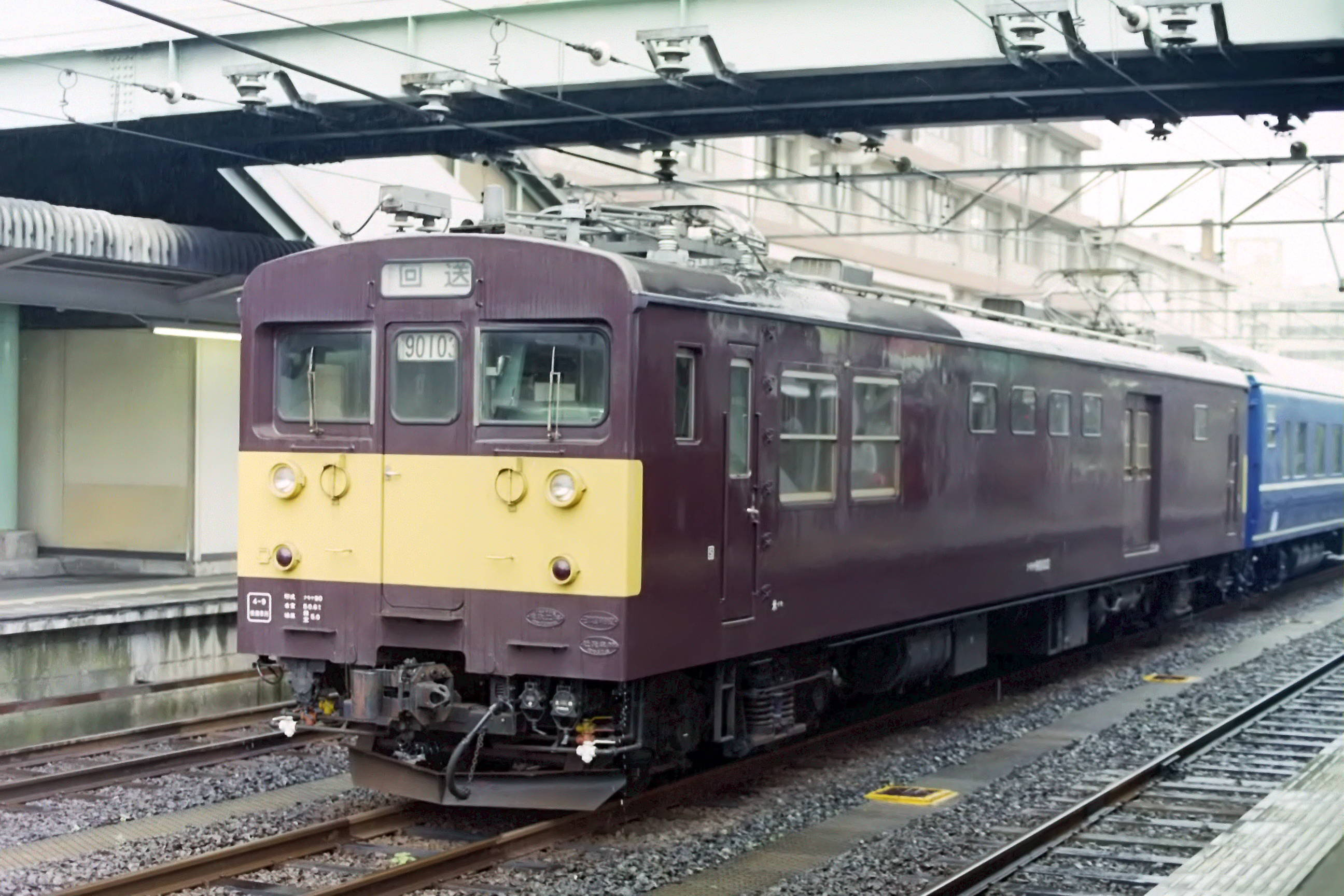
クモヤ90103

100番台は50番台を耐寒耐雪仕様としたグループである。1970年に改造された90101は72系の車体を改造したものであるが、1979年に登場した90102 - 105は新製車体が載せられた。新製車体はクモヤ143形に類似しているが、塗装は旧型電車の茶色を踏襲しており、前面に黄色の警戒帯が入れられた。
車体新製車グループも走行機器はモハ72形からの流用であるが、モハ72形として新製されたグループから改造されている。

### 200番台
200番台は100番台をベースに併結対象車種を拡大したグループで、1979年度に2両が改造された。車体は100番台102以降と同様の新製車体が載せられたが、搭載するジャンパ連結器の差異により番台が区分された。
交直流電車の牽引も可能となったが、クモヤ91形と異なり交流電化区間での制御車としての運用は不可能である。

## 運用
クモヤ90形は直流区間各地の車両基地に配置された。首都圏のATC導入により1977年より新性能電車クモヤ143形が投入されたため、クモヤ90形は各地に転属した。1980年以降は新性能電車101系を改造した牽引車クモヤ145形が投入され、クモヤ90形が順次置き換えられている。
1987年の国鉄分割民営化では東日本旅客鉄道（JR東日本）にクモヤ90801・803・805、東海旅客鉄道（JR東海）にクモヤ90005・052・102、西日本旅客鉄道（JR西日本）にクモヤ90014・016・103・104・105・201・202の計13両が承継された。車体新製車については全車両がJRに承継されている。JR東日本では1997年までに、JR東海では2001年までに、JR西日本では2002年までに車体新製車も含め全車が廃車となった。
JR東海に継承されたクモヤ90005は、廃車後も解体を免れて浜松工場で保管されていたが、2011年3月のリニア・鉄道館開館に合わせて種車のモハ63638に復元され、同所で保存展示されている。